# Von-Hippel-Lindau-Tumorsuppressor
Der Von-Hippel-Lindau-Tumorsuppressor (pVHL) ist ein Tumorsuppressor, der vom Gen VHL kodiert wird. Mutationen in diesem Gen sind die Ursache des Von-Hippel-Lindau-Syndroms.

## Physiologie
Es gibt vier verschiedene Isoformen des VHL-Proteins: pVHL-213, pVHL-160, pVHL-172 und pVHL-X1. Das Protein ist Teil eines Proteinkomplexes, der aus Elongin B, Elongin C und Cullin-2 besteht und Ubiquitin-Ligase E3-Aktivität besitzt. Die Ubiquitinierung von Proteinen im Proteasom ist eine "Markierung", die zum anschließenden Abbau des Proteins führt. Der pVHL-Komplex bindet an Hypoxie-induzierter Faktoren (HIFs), die dann ubiquitiniert werden. Diese HIFs müssen für eine Bindung von pVHL zuvor an zwei Prolinen hydroxyliert werden, und dieser Vorgang ist abhängig von der Sauerstoff-Konzentration. Entsprechend spielt pVHL eine wichtige Rolle in der zellulären Wahrnehmung eines Sauerstoffmangels (Hypoxie), dem zellulären Signalweg und der Sauerstoff-abhängigen Genexpression. Zu den bei Sauerstoffmangel vermehrt exprimierten Proteinen zählen unter anderem die Vascular Endothelial Growth Factors (VEGFs), die für die Gefäßbildung (Angiogenese) auch bei Tumoren bedeutsam sind.
Für die Entdeckung der zellulären Signalwege bei Sauerstoffmangel und auch des pVHL haben die Forscher William G. Kaelin, Peter J. Ratcliffe und Gregg L. Semenza 2019 den Nobelpreis für Physiologie oder Medizin erhalten.

## VHL-Mutationen
Aus Mutationen des VHL-Gens mit einem teilweisen Funktionsverlust können verschiedene genetische Krankheiten mit unterschiedlicher Ausprägung und unterschiedlichem klinischen Bild resultieren, u. a.:
- VHL-Syndrom (Von-Hippel-Lindau-Syndrom) mit multiplen Zystenbildungen und einer Reihe seltener Tumoren wie Hämangioblastome, Phäochromozytome und Nierenzellkarzinome, bedingt durch eine ererbte Mutation mit Inaktivierung eines Allels und eine weitere somatische Mutation ("second hit")
- Familiäre Erythrozytose Typ 2 mit einer autosomal-rezessiven Polyzythämie.[3] Diese wird durch eine homozygote Mutation des VHL-Genes ausgelöst, einer Punktmutation (C598T) mit einem Aminosäureaustausch (R200W), die als "kanonische" Mutation des VHL bezeichnet wird und besonders auf Ischia in Italien und bei den Tschuwaschen in der autonomen russischen Region Tschuwaschien gehäuft vorkommt (daher auch engl. "Chuvash polycythemia"). Es besteht hierbei keine erhöhte Tumorrate. Durch die verminderte Funktion des pVHL werden weniger HIFs ubiquitiniert und abgebaut, weshalb eine verstärkte Reaktion auf Sauerstoffmangel oder sogar eine Hypoxie-ähnliche Symptomatik ohne Sauerstoffmangel entstehen können und daraus eine Erythrozythämie oder Polyzythämie resultieren können, ähnlich wie beim Höhentraining.